# Elisa van Mastrigt
Elisabeth (Elisa) de Ridder-van Mastrigt (Meerkerk, 1 november 1896 – Den Haag, 5 maart 1989) was een Nederlands schilder en beeldhouwer.

## Leven en werk
Elisa van Mastrigt was een dochter van wegwerker Adrianus Antonie van Mastrigt en Lena de Haan. Ze werd opgeleid aan de Academie van Beeldende Kunsten in Den Haag als leerling van Bon Ingen-Housz en kreeg schilderlessen van Simon Maris. Ze maakte onder meer reliëfs, gevelstenen, portretten en kleinplastiek in hout, brons en terracotta. Van Mastrigt trouwde met Jacob Cornelis de Ridder (1884-1951), violist en ambtenaar. Zij woonden vanaf 1918 in Den Haag.
Nadat in 1929 de reddingsboot De Prins der Nederlanden uit Hoek van Holland verging, wilde men een monument oprichten ter nagedachtenis aan omgekomen redders. Het ontwerp van Van Mastrigt van een 'naar zee turende redder' werd verkozen boven dat van Albert Termote, die 'weduwen met kinderen in de opgeheven handen' verbeeldde. Het monument werd twee jaar later, in januari 1931 onthuld door J. Rijpperda Wierdsma, vice-president van de Zuid-Hollandsche Maatschappij tot Redding van Schipbreukelingen.
Van Mastrigt overleed op 92-jarige leeftijd in huize Mariahoeve in Den Haag en werd begraven op Oud Eik en Duinen.
- Biografisch Portaal: 49140439
- RKD-Nederlands Instituut voor Kunstgeschiedenis: 53903